# آسیه
آسیه دختر مزاحم (عربی: آسِيَة بنت مُزاحِم) نامی است که منابع اسلامی به زن بی‌نام فرعون در قرآن داده‌اند. در باور مسلمانان، آسیه از نخستین کسانی بود که به دین توحیدی موسی ایمان آورد. مسلمانان آسیه را یکی از چهار زن مقدس برگزیده می‌دانند و برابر صحیح بخاری دومین زن مؤمن است. واژهٔ آسیه در لغت به معنی شفادهنده است اما در قرآن نیامده و از وی با عنوان زن فرعون یاد شده است. بر اساس قرآن هنگامی که خاندان فرعون، موسی را از آب گرفتند همسر فرعون او را به زنده نگاه داشتن موسی ترغیب کرد. در روایت تورات، موسی را دختر فرعون از آب می‌گیرد و در روایت قرآن نیز به‌طور کلی این خاندان فرعون هستند که موسی را در نیل می‌یابند.

## آسیه در قرآن
در دو آیه از قرآن به آسیه تحت عنوان «زن فرعون» اشاره شده است:

### آیهٔ ۱۱ سورهٔتحریم
- متن عربی

وَ ضَرَبَ اللّٰهُ مَثَلاً لِلَّذِینَ آمَنُوا امْرَأَتَ فِرْعَوْنَ إِذْ قٰالَتْ رَبِّ ابْنِ لِی عِنْدَکَ بَیْتاً فِی الْجَنَّةِ وَ نَجِّنِی مِنْ فِرْعَوْنَ وَ عَمَلِهِ وَ نَجِّنِی مِنَ الْقَوْمِ الظّٰالِمِینَ (۱۱)
- برگردان فارسی

و خدا برای کسانی که ایمان آوردند داستانی پدید آورد؛ [آسیه] زنِ فرعون را، آن زمان که گفت: پروردگارا! نزدیک خویش خانه‌ای برایم در بهشت بنا کن، و از فرعون و کردارش رهایی‌ام دِه، و از قومِ ستمکاران آزادم ساز. (۱۱)

### آیهٔ ۹ سورهٔقصص
- متن عربی

فَالْتَقَطَهُ آلُ فِرْعَوْنَ لِیَکُونَ لَهُمْ عَدُوًّا وَ حَزَناً إِنَّ فِرْعَوْنَ وَ هٰامٰانَ وَ جُنُودَهُمٰا کٰانُوا خٰاطِئِینَ (۸) وَ قٰالَتِ امْرَأَتُ فِرْعَوْنَ قُرَّتُ عَیْنٍ لِی وَ لَکَ لاٰ تَقْتُلُوهُ عَسیٰ أَنْ یَنْفَعَنٰا أَوْ نَتَّخِذَهُ وَلَداً وَ هُمْ لاٰ یَشْعُرُونَ (۹)
- برگردان فارسی

پس خاندانِ فرعون [کودک را از نیل] برگرفتند تا برایشان دشمن و مایهٔ اندوه شود. بی‌گمان فرعون و هامان و لشکریان آن دو از لغزش‌کاران بودند. (۸)
و [آسیه] زنِ فرعون گفت: این کودک روشنیِ چشم است برای من و تو؛ او را مَکُش، شاید که ما را سودمند افتد یا او را به فرزندی برگیریم. و آنان درنمی‌یافتند. (۹)

## آسیه در حدیث
برابر احادیث اسلامی، آسیه از تیرهٔ بنی‌اسرائیل و نسل پیامبران بود که فرعون او را به زنی گرفت. آسیه با مؤمنان مهربان بود و احسان می‌نمود. ملا فتح‌الله کاشانی (درگذشتهٔ ۹۵۹ه‍.ش/۱۵۸۰م) در تفسیر منهج الصادقین آورده است:
 او از قوم بنی‌اسرائیل بود و از سِبطِ نبوّت و خیارِ نِسوان و مُشفِق و مُنعَم بر اهل ایمان و در عین‌المعانی آورده که او عمّهٔ موسی بود.
مسلمانان دربارهٔ سبب و چگونگی مرگ آسیه نوشته‌اند که او به موسی گروید و فرعون را بندهٔ خوار خدا دانست. بدین‌سان فرعون فرمان داد تا آسیه را چهار میخ کشیدند و به شیوه‌های گوناگون شکنجه کردند.
محمد بیومی مهران استاد دانشگاه اسکندریه بر آن است که آسیه همان ایزتنوفرت (آیسه نُفرِت) همسر رامسس دوم است. رامسس دوم حدود ۳۲۰۰ سال پیش بر مصر فرمانروایی می‌کرد.

## آسیه در ادبیات
در ادبیات فارسی از جمله در آثار خاقانی و مولوی و عین‌القضات همدانی اشاراتی به آسیه یا ایسیه شده است. عطار (زادهٔ ۵۲۵ ه‍ـ. ش / ۱۱۴۶ میلادی) در تذکرةالاولیا از قول صادق پیشوای ششم شیعیان می‌نویسد:
 اگر صحبتِ اَعدا مضرّ بودی اولیا را، به آسیه ضرری رسیدی از فرعون، و اگر صحبت اولیا نافع بودی اعدا را، منفعتی رسیدی از زن نوح و زن لوط را، ولکن بیش از قبضی و بسطی نبود.

## آسیه در رسانه
آسیه با نقش‌آفرینی بهاره کیان‌افشار در فیلم سینمایی موسی کلیم‌الله: به وقت طلوع (ساختهٔ سال ۱۴۰۳) به کارگردانی ابراهیم حاتمی‌کیا به تصویر کشیده شده است.